# 2023年塞爾維亞國會選舉
2023年塞爾維亞國會選舉是於2023年12月17日舉行的塞爾維亞國民議會選舉。選舉原定於2026年舉行，但塞爾維亞總統亞歷山大·武契奇此前曾宣布可能於2023年或2024年舉行提前選舉，隨後武契奇因科索沃問題和抗議活動發生，確定將大選提前，希望獲得更多民意支持。與國會大選同時舉行的還有2023年弗伊弗迪納省選舉以及部分地區的地方选举。

## 背景
由塞尔维亚前进党領導、塞爾維亞社會黨支持的民粹主義聯盟在2012年議會選舉後上台并长期执政，塞尔维亚前进党的执政被批评造成塞尔维亚民主倒退。2022年議會選舉塞尔维亚前进党雖然沒有獲得過半席次，但仍與塞爾維亞社會黨組成過半聯合政府執政，由安娜·布納比奇組成內閣。在北科索沃危機與2023年塞爾維亞抗議背景下，為了獲得更多民意支持，武契奇在6月宣布提前選舉，但直到11月1日才宣布提前選舉的日期訂於12月17日。

### 北科索沃危機
在科索沃塞爾維亞人聚集的北科索沃地區，科索沃塞族人一直試圖阻止科索沃獨立，2022年由於科索沃與塞爾維亞互相禁止對方車牌的問題再次引發北科索沃的危機，除了車牌之外，科索沃還宣布將對進入科索沃控制區的塞爾維亞公民發放入境文件，等於將塞爾維亞視為他國。2022年9月1日雙方在歐盟斡旋下達成《奧赫里德協議》，但塞爾維亞激進派反對該協議，因為該協議規定塞爾維亞不得阻止科索沃可以加入國際組織，極端民族主義在貝爾格萊德組織了抗議活動。不過武契奇仍在2023年3月口頭同意執行《奧赫里德協議》。
2023年9月24日北科索沃發生塞爾維亞武裝分子發動的攻擊，導致一名科索沃警察和三名塞爾維亞軍人死亡。塞爾維亞政府逮捕兇手，但最高法院將之釋放。塞爾維亞宣布為三名塞爾維亞軍人哀悼；但科索沃聲稱，塞爾維亞參與者與武契奇和塞爾維亞政府關係密切。

### 2023年塞爾維亞抗議
2023年5月，塞爾維亞發生校園槍擊事件以及大規模謀殺案。政府的回應是採取更嚴格的槍支擁有規定以及向在學校部署警察等措施，教育部長並表示：「網路、電子遊戲和所謂的西方價值觀的毒害性影響是顯而易見的」。政府的應對與言論造成批評，演變成5月8日開始的大規模抗議活動，名為「塞爾維亞反對暴力」。抗議活動由民主黨等反對黨組織，為回應塞爾維亞反暴力的抗議活動，武契奇也於5月26日舉行了一次由塞爾維亞前進黨組織的集會。此後直到2023年11月，貝爾格萊德和其他城市不斷組織抗議活動。

## 選舉制度
塞爾維亞國民議會的250 名成員在一個全國單一選區按封閉式名單比例代表制選舉產生，選舉門檻自上次選舉起降為3%，少数民族的聯盟不須通過該門檻。政党要提出名单必须获得10,000人以上连署，少数民族名单必须获得5,000人以上连署，且名單上的候選人必須有40%以上是女性。科索沃拒絕在其境內實施選舉，但根據聯合國安理會第1244號決議科索沃的塞爾維亞公民有權在科索沃投票，歐盟便批評科索沃拒絕在其領土上舉行塞爾維亞議會選舉，破壞雙方對話的基礎。

## 結果
| 政党               | 政党                                                          | 票数      | %      | +/–   | 席数 | +/– |
| ------------------ | ------------------------------------------------------------- | --------- | ------ | ----- | ---- | --- |
|                    | 塞尔维亚不准停下 (SNS–SDPS–PS–PUPS–PSS–SNP–SPO–NSS–USS–BS–SL) | 1,783,701 | 48.07  | +3.8  | 129  | +9  |
|                    | 塞尔维亚反对暴力                                              | 902,450   | 24.32  | +5.39 | 65   | +25 |
|                    | 塞爾維亞社會黨–联合塞尔维亚–塞尔维亚绿党                      | 249,916   | 6.73   | –5.06 | 18   | –13 |
|                    | 全國民主替代方案 (DSS–POKS–ZZŠ)                               | 191,431   | 5.16   | –0.38 | 13   | –2  |
|                    | 我们—来自人民的声音                                           | 178,830   | 4.82   | New   | 13   | New |
|                    | 全国集会                                                      | 105,165   | 2.83   | –4.91 | 0    | –16 |
|                    | 伏伊伏丁那匈牙利人聯盟                                        | 64,747    | 1.74   | +0.11 | 6    | +1  |
|                    | 塞尔维亚激进党                                                | 55,782    | 1.50   | –0.72 | 0    | 0   |
|                    | 早安塞尔维亚                                                  | 45,079    | 1.21   | –3.69 | 0    | 0   |
|                    | 人民党                                                        | 33,388    | 0.90   | -     | 0    | –12 |
|                    | 正义与和解党–伏伊伏丁那克罗地亚人民主联盟                     | 29,066    | 0.78   | –0.84 | 2    | –3  |
|                    | 桑扎克民主行动党                                              | 21,827    | 0.59   | +0.03 | 2    | 0   |
|                    | 普雷舍沃河谷阿爾巴尼亞聯盟                                    | 13,501    | 0.36   | +0.08 | 1    | 0   |
|                    | 俄罗斯党—南斯拉夫新共产党                                     | 11,369    | 0.31   | New   | 1    | New |
|                    | 一定会不同                                                    | 9,243     | 0.25   | New   | 0    | New |
|                    | 和平與寬容聯盟                                                | 6,786     | 0.18   | New   | 0    | –1  |
|                    | 新黨–公民民主論壇联盟                                         | 5,462     | 0.15   | New   | 0    | 0   |
|                    | 阿爾巴尼亞民主替代方案                                        | 3,235     | 0.09   | 0     | 0    | 0   |
| 总共               | 总共                                                          | 3,710,978 | 100.00 | –     | 250  | 0   |
|                    |                                                               |           |        |       |      |     |
| 有效票数           | 有效票数                                                      | 3,710,978 | 97.13  |       |      |     |
| 无效及空白票数     | 无效及空白票数                                                | 109,768   | 2.87   |       |      |     |
| 总票数             | 总票数                                                        | 3,820,746 | 100.00 |       |      |     |
| 已登记选民／投票率 | 已登记选民／投票率                                            | 6,500,666 | 58.77  |       |      |     |
| 资料来源：         |                                                               |           |        |       |      |     |

## 后续
塞尔维亚前进党在选举后再次获得过半席次，可以独自组织政府。过去前进党长期与塞爾維亞社會黨组织联合政府，即使前进党拥有过半席次，但本次选举中社會黨得票大幅减少，得票率不足10%，席次仅剩18席。在选举过程中前进党和前进党总统武契奇不断发表对社會黨不利的言论，社會黨部分人士也批评前进党，分析评论认为前进党和社會黨的对立是为了争取对方的选票，特别是希望过半的前进党。
前进党唯一确定的盟友仅有少数民族政党伏伊伏丁那匈牙利人聯盟。尽管前进党不断质疑，不过社會黨领导人伊维察·达契奇表示社會黨仍希望与前进党结盟，社會黨多数人士也支持继续与前进党合作組成政府；另外，伏伊伏丁那匈牙利人聯盟也表达与前进党合作组阁的意愿。